# Maserati Merak
Maserati Merak – supersamochód klasy kompaktowej produkowany przez włoską markę Maserati w latach 1972 - 1982.

## Historia i opis modelu

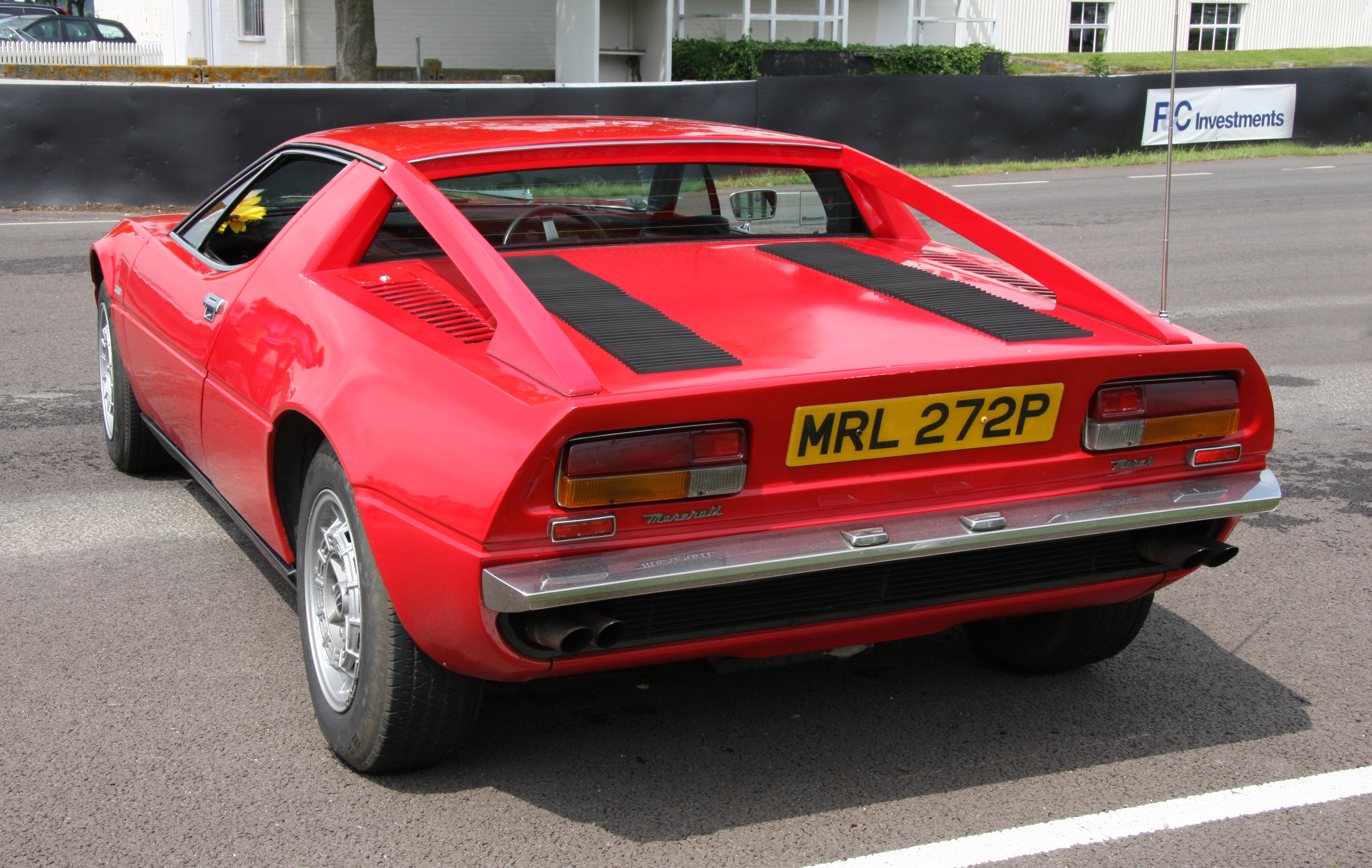
Maserati Merak - tył

Nazwa samochodu pochodzi od odległej od Ziemi o 79 lata świetlne gwiazdy - Merak leżącej w gwiazdozbiorze Wielka Niedźwiedzica.
Zaprezentowany w 1974 pojazd zyskał określenie la Borina lub malej Bory, gdyż w zasadzie była to skromniejsza odmiana modelu Maserati Bora. Z Borą dzielił nadwozie, oferował jednak dwa dodatkowe miejsca (układ 2+2) wykrojone po zastosowaniu mniejszego silnika oraz miał obniżony profil tylnej części, bez tzw. szklarni (szyby pozwalającej podziwiać silnik). Centralnie umieszczony 3,0l silnik V6 rozwijający 190 KM był rozwinięciem konstrukcji z Citroëna SM. Z Citroënem SM dzielił również deskę rozdzielczą oraz hydrauliczne hamulce (w 1977 zastąpione bardziej konwencjonalnym rozwiązaniem).
W 1976 zaprezentowano mocniejszą odmianę SS o mocy 220 KM i mniejszej o 152 kg masie, osiągającą prędkość 245 km/h. W 1977 przedstawiono natomiast wersję 2000, wyposażoną w silnik 2,0l V6 o mocy 170 KM. Merak był stosunkowo popularnym samochodem. Produkcję zakończono w 1982 liczbą około 1800 sztuk.

### Dane techniczne (2.0)

#### Silnik
- V6 2,0 l (1999 cm³), 2 zawory na cylinder, DOHC
- Układ zasilania: trzy gaźniki
- Średnica cylindra × skok tłoka: 80,00 mm × 66,29 mm
- Stopień sprężania: 9,0:1
- Moc maksymalna: 161 KM (119 kW) przy 7000 obr./min
- Maksymalny moment obrotowy: 177 N•m przy 5700 obr./min

#### Osiągi
- Przyspieszenie 0-100 km/h: b/d
- Prędkość maksymalna: 220 km/h

### Dane techniczne (3.0)

#### Silnik
- V6 3,0 l (2965 cm³), 2 zawory na cylinder, DOHC
- Układ zasilania: trzy gaźniki
- Średnica cylindra × skok tłoka: 91,60 mm × 75,00 mm
- Stopień sprężania: 8,75:1
- Moc maksymalna: 192 KM (142 kW) przy 6000 obr./min
- Maksymalny moment obrotowy: 255 N•m przy 4000 obr./min

#### Osiągi
- Przyspieszenie 0-80 km/h: 5,5 s
- Przyspieszenie 0-100 km/h: 8,0 s
- Przyspieszenie 0-160 km/h: 16,8 s
- Czas przejazdu pierwszych 400 m: 15,5 s
- Czas przejazdu pierwszego kilometra: 28,8 s
- Prędkość maksymalna: 225 km/h